# دانا مورافکووا
دانا مورافکووا (چکی: Dana Morávková؛ زادهٔ ۲۹ ژوئیه ۱۹۷۱) بازیگر اهل جمهوری چک است.
از فیلم‌ها یا مجموعه‌های تلویزیونی که وی در آن‌ها نقش داشته‌است، می‌توان به ون هلسینگ، پیوندهای خانوادگی و ساختمان پزشکان در باغ رز اشاره نمود.